# Château de Briançon (Criel-sur-Mer)
Le château de Briançon appelé aussi manoir de Briançon est un château situé sur la commune de Criel-sur-Mer, en Seine-Maritime, en France. Le château fait l’objet d’une inscription au titre des monuments historiques depuis 1930.

## Historique
Les éléments du château actuel datent du XVIe siècle. 
L'édifice est acquis par la duchesse de Montpensier pour 14 000 livres auprès de Marc Antoine de Rollindes.
Le château sert d'hôpital jusqu'en 1957.
Le monument est inscrit comme monument historique depuis le 14 avril 1930.

## Description
La construction est bâtie en silex, pierre et brique.